# 宮沢長治

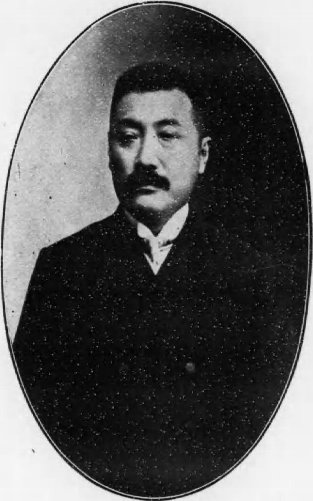
宮沢長治

宮沢 長治（みやざわ ちょうじ、明治2年8月10日（1869年9月15日） – 昭和7年（1932年）2月16日）は、日本の衆議院議員（立憲政友会）。弁護士。

## 経歴
信濃国水内郡住良木村（現在の長野県長野市中条）出身。1893年（明治26年）、明治法律学校（現在の明治大学）を卒業。弁護士を開業し、上水内郡会議員、同参事会員、長野県会議員、同議長に選ばれた。その他、長野新聞主筆・取締役を務めた。
1923年（大正12年）11月、長野県第3区の衆議院議員補欠選挙で当選を果たした。